# Майер, Георгий Владимирович
Гео́ргий Влади́мирович Ма́йер (род. 20 ноября 1948, с. Переменовка, Бородулихинский район, Семипалатинская область, Казахская ССР, СССР) — ректор Томского государственного университета с 1995 года по 2013 год, ныне Президент ТГУ, доктор физико-математических наук, профессор, действительный член Международной академии наук высшей школы, Заслуженный деятель науки России (2000), член совета Российского Союза ректоров.

## Биография
Окончил в 1971 году физический факультет ТГУ имени В. В. Куйбышева. С 1971 по 1993 годы работал в Сибирском физико-технический институте, заведующий лабораторией фотоники молекул (1987), заведующий отделом оптики (1991). Кандидат физико-математических наук (1980, диссертация «Теоретическое исследование процессов безызлучательной конверсии в конденсированной и газовой фазах»). Доктор физико-математических наук (1988). Профессор кафедры оптики и спектроскопии (1994). В 1993—1995 годах — проректор Томского государственного университета по научной работе. С 8 марта 1995 года по 27 ноября 2013 года — ректор Томского государственного университета (переизбран в 1999, 2005 и 2010 гг.).

## Санкции
6 марта 2022 года после вторжения России на Украину подписал письмо в поддержу российской агрессии. С 9 июня 2022 года находится под персональными санкциями Украины за поддержку войны. Также был внесён ФБК в список коррупционеров и разжигателей войны за поддержку нападения на Украину, 16 марта 2022 года форумом свободной России внесён в «Список Путина» и доклад «поджигателей войны» с предложением введения против него международных санкций.

## Награды и почётные звания
- Орден «За заслуги перед Отечеством» IV степени (23 ноября 2009 года) — за заслуги в области образования, науки и большой вклад в подготовку квалифицированных специалистов[5]
- Орден Александра Невского (25 марта 2025 года) — за заслуги в подготовке высококвалифицированных специалистов, научно-педагогической деятельности и многолетнюю добросовестную работу[6]
- Орден Почёта (2 сентября 2004 года) — за достигнутые трудовые успехи и многолетнюю добросовестную работу[7]
- Заслуженный деятель науки Российской Федерации (29 мая 2000 года) — за заслуги в научной деятельности[8]
- Лауреат премии Президента Российской Федерации в области образования за 2001 год (3 октября 2002 года) — за научно-практическую разработку пособия «Ассоциативные принципы и механизмы совместной научно-образовательной деятельности вузов и их реализация в системе открытого и дистанционного образования» для учебных заведений высшего профессионального образования[9]
- Лауреат премии Правительства РФ в области образования за 2012 г. (12 ноября 2013 года) за научно-практическую разработку «Разработка методологических основ инновационных форм сетевого взаимодействия и их размещения в системе непрерывного образования для научного и кадрового сопровождения социально-экономического развития регионов»
- Почётная грамота Правительства Российской Федерации (2 ноября 1998 года) — за большой личный вклад в подготовку научных кадров и в связи со 120-летием Томского государственного университета[10]
- Заслуженный деятель Республики Алтай (12 мая 2005 г.) – за вклад в развитие науки и образования Республики Алтай
- Орден «Томская слава» (13 ноября 2013 года) — за многолетнюю плодотворную работу, большой вклад в развитие науки и высшего образования[11]
- Знак отличия «За заслуги перед Томской областью» (7 ноября 2008 года) — за большой вклад в развитие науки и высшего образования, многолетнюю плодотворную работу[12]
- Почётная грамота Томской области (6 августа 2004 года) — за большие заслуги перед Томской областью и в связи с 400-летием города Томска[13]
- Почётный гражданин города Томска (2009)[14].